# Conception Bay South
Conception Bay South es un pueblo canadiense situado en la provincia de Terranova y Labrador.

## Superficie
Conception Bay South tiene una superficie de 59,72 km².

## Demografía
En 2021, tenía 27 168 habitantes, una densidad poblacional de 454,9 hab./km², y 11 364 viviendas.